# Stadion Františka Kloze
Stadion Františka Kloze je fotbalový stadion, na kterém odehrává svá utkání SK Kladno. Má kapacitu 4 000 míst (vše k sezení) a nachází se v ulici Františka Kloze v Kladně. Naproti v této ulici se nachází fotbalové hřiště s umělým travnatým povrchem pro tréninkové účely a další travnaté hřiště. Stadion své jméno dostal po slavném kladenském fotbalistovi Františku Klozovi.

## Charakteristika
Stadion se nachází na západním okraji Kladna, leží v těsné blízkosti Městského zimního stadionu.
Tribuny stadionu opisují tvar písmene "U"; tribuny jsou pouze na třech stranách hřiště. Hlavní tribuna je krytá a má své místo na západní straně u hlavního vchodu. Vedle hlavní tribuny se nachází menší, nekrytá tribuna B, na kterou navazuje v jižním oblouku taktéž nekrytá tribuna C. Na této tribuně je sektor určený pro domácí "kotel". Tvar písmena "U" dokončuje částečně krytá tribuna D.

## Historie
Stadion je v provozu od roku 1914. Slavnostní otevření dne 22. října 1914 si stadion odbyl utkáním SK Kladno – SK Kročehlavy (3:3). Od počátku je primárně využíván fotbalovým klubem SK Kladno. Původní kapacita stadionu činila 25 000 diváků, ale z důvodu nedokončené rekonstrukce v roce 1988 byla kapacita snížena na 10 000 diváků (z toho 1000 sedících).
V roce 1951 škvárové hřiště nahradila tráva a roku 1975 byl stadion rozšířen o umělé osvětlení s intenzitou 600 luxů. Premiérové utkání pod umělým osvětlením zde domácí odehráli dne 14. prosince 1975 v rámci semifinále československého poháru 1975/76 proti Baníku Ostrava (1:0).
Od 31. srpna 1969 nese stadion jméno po slavném kladenském fotbalistovi Františku Klozovi.
V roce 1998 vlastník stadionu, SONP Holding zkrachoval. Fotbalový klub SK Kladno zakoupil stadion z konkurzní podstaty.
Koncem 90. let 20. století byla zahájena výstavba menší tribuny navazující na hlavní tribunu, ale byla dokončena až později.
Kvůli zvyšování úrovně kopané v Kladně a okolí, vztahu města Kladna ke sportu, a nadějím SK Kladno k postupu do první ligy, se začala od roku 2003 připravovat zásadní rekonstrukce a rozšíření sportovního areálu Fr. Kloze.
V roce 2006 v rámci rekonstrukcí bylo vylepšeno a rozšířeno umělé osvětlení na intenzitu 1600 luxů.
V červenci 2007 byla před zahájením prvoligového ročníku 2007/08 provedena výměna trávníku.
V listopadu 2009 a v březnu 2010 zde nemohl SK Kladno odehrát svá utkání prvoligového ročníku 2009/10 proti Bohemians 1905, Spartě a Plzni kvůli absenci vyhřívaného trávníku. Odehrál je proto v azylu na stadionu Evžena Rošického.

### Prodej stadionu městu
V prosinci 2008 se v médiích spekulovalo, že by město Kladno mohlo odkoupit od klubu SK Kladno stadion za 45 milionů korun. Z prodeje nakonec sešlo, neboť jej blokovaly podmínky navázané na dříve získané dotace na úpravy stadionu. V roce 2017 byly lhůty splněny, a tak byla zahájena nová jednání, odhadní cena byla stanovena na 35 milionů korun.
V roce 2019 stadion vykoupilo Statutární město Kladno od fotbalového klubu za 35 milionů korun a předalo jej do správy městské firmy Sportovní areály města Kladna (SAMK). Součástí areálu je také tréninkové hřiště s umělým trávníkem nové generace, které se rozkládá naproti přes ulici v blízkosti Domova pro seniory.
Na jaře roku 2021 byly ze stožárů umělého osvětlení sneseny reflektory, které již chatrný kov nadmíru zatěžovaly. Sneseno bylo také zastřešení protilehlé tribuny.
V létě roku 2021 byl instalován nový zavlažovací systém trávníku za 1,5 milionu korun a nová časomíra na jižním stožáru.

## Fotogalerie

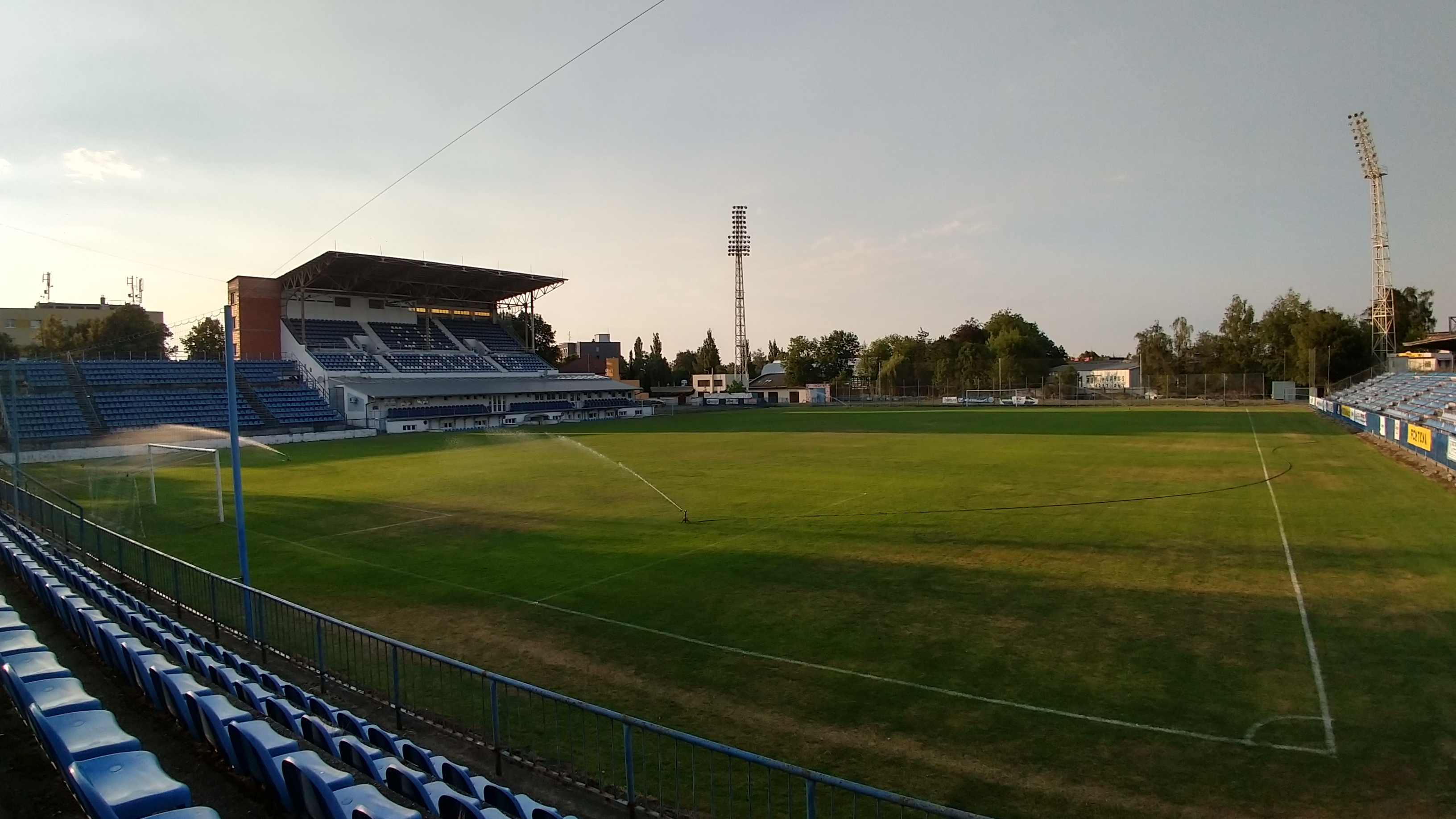
Pohled z jižního rohu stadionu na hlavní tribunu (červenec 2018)
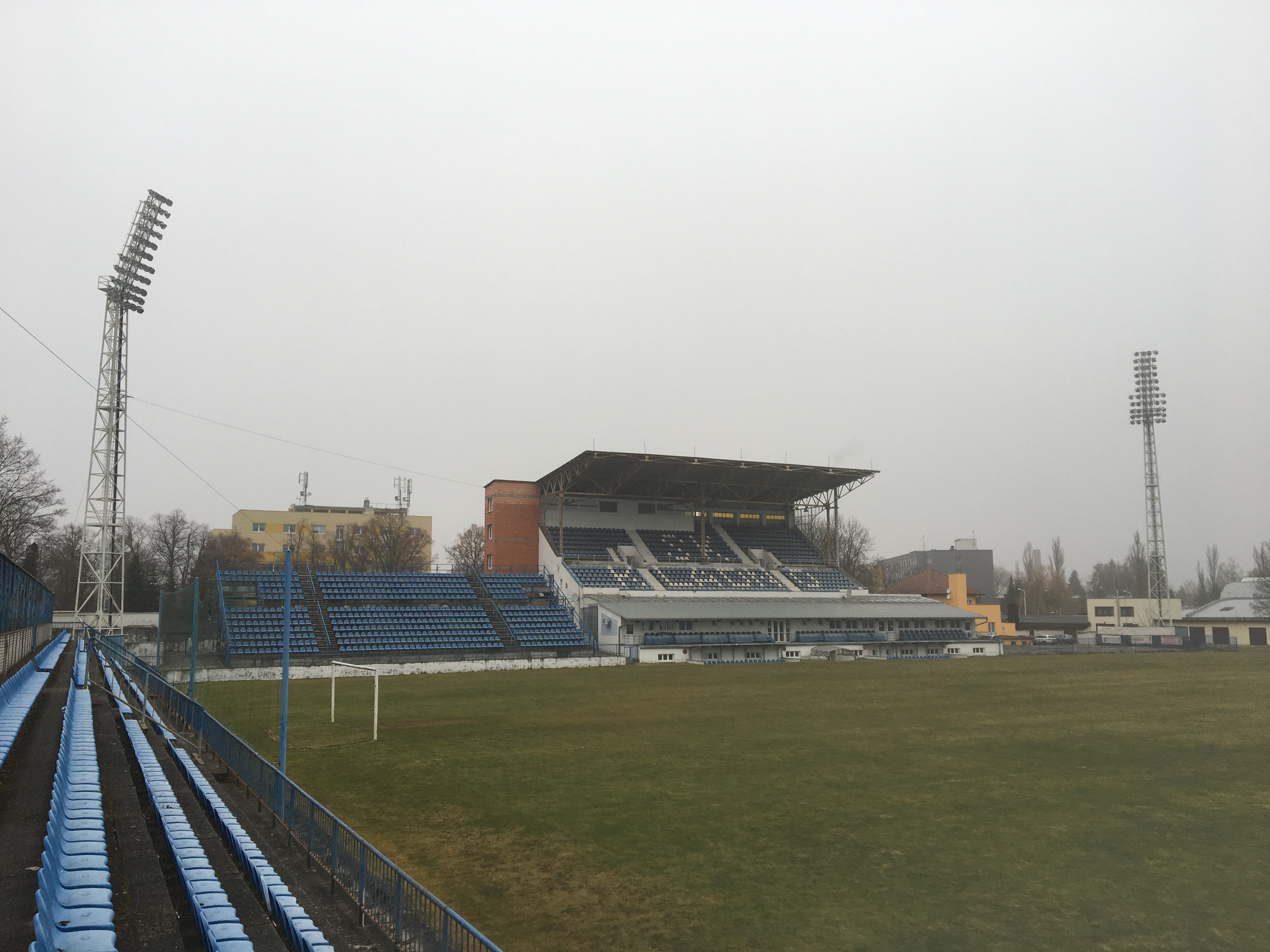
Pohled z jižního rohu stadionu na hlavní tribunu (leden 2020)
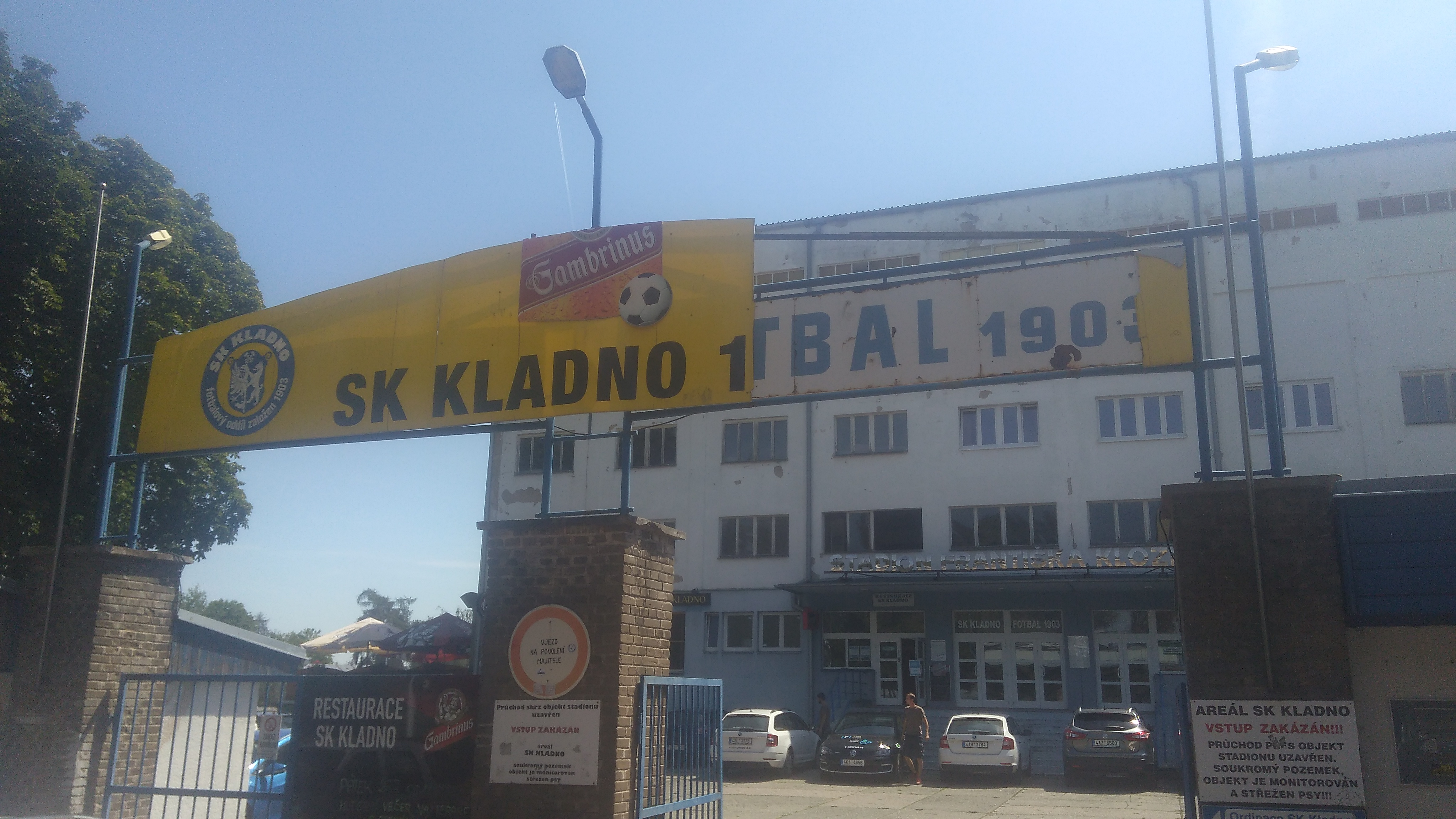
Vstupní brána na stadion (červenec 2019)
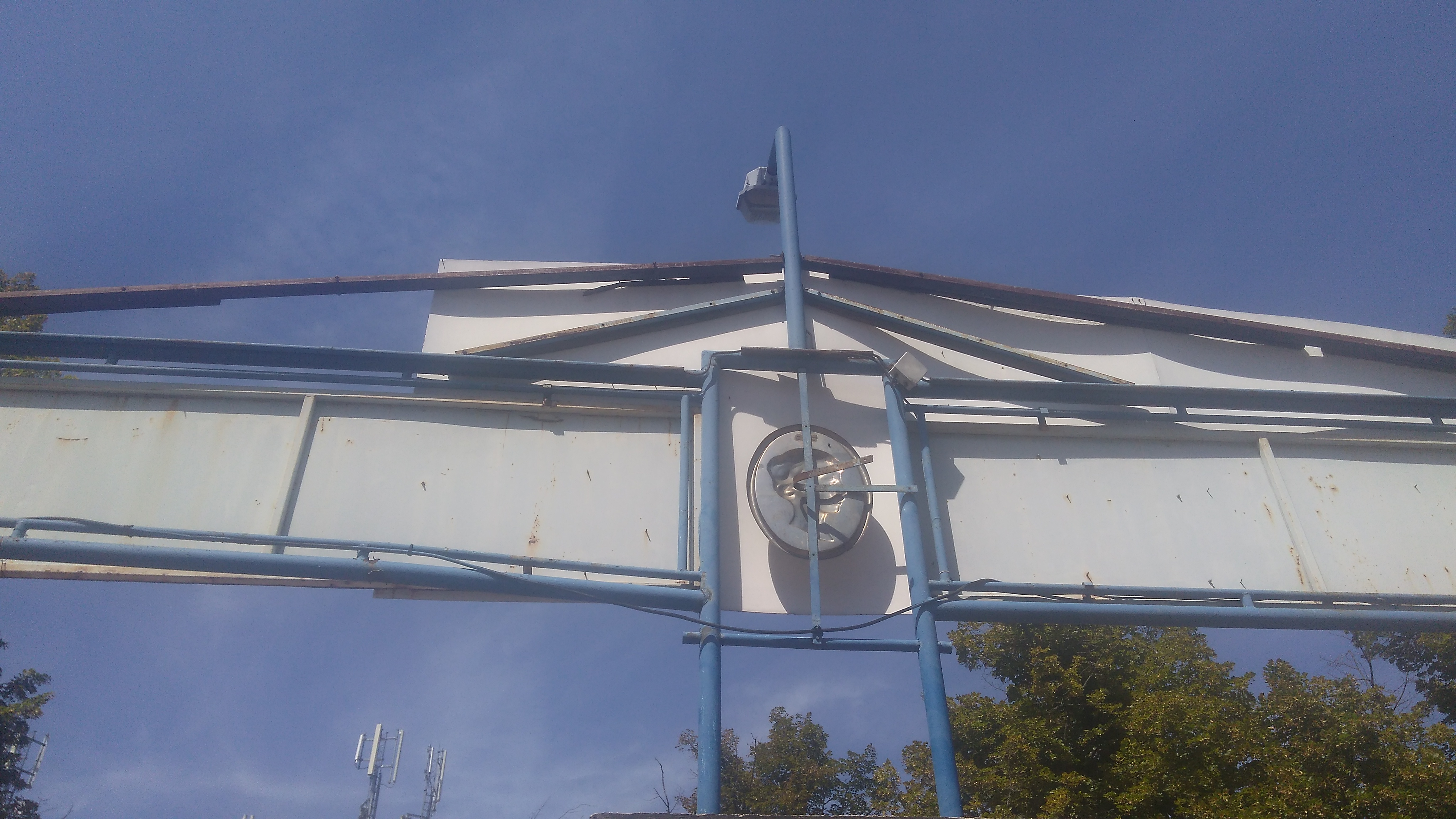
Vstupní brána na stadion z druhé strany s logem Poldi (červenec 2019)
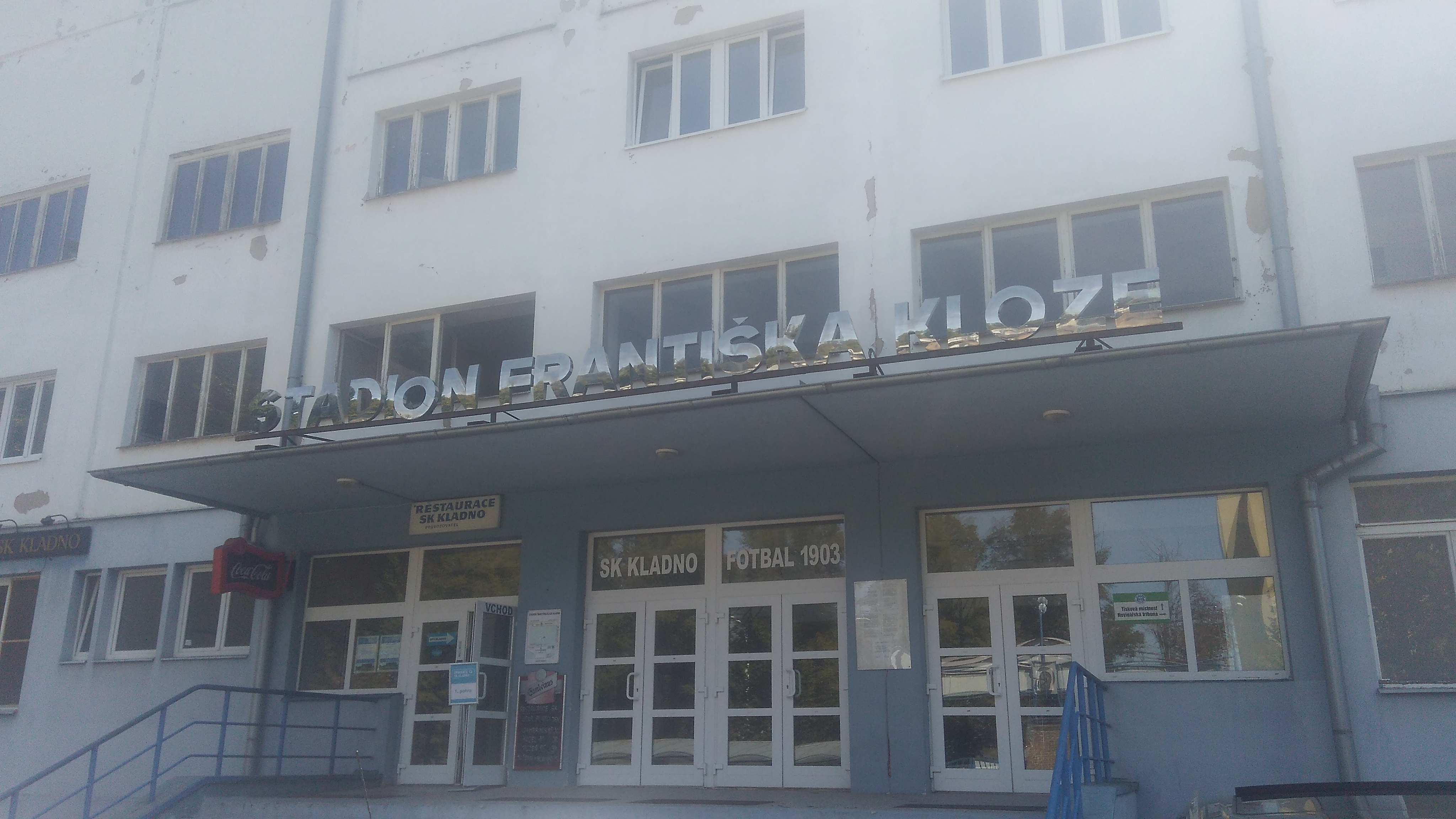
Hlavní vstup do budovy hlavní tribuny (červenec 2019)
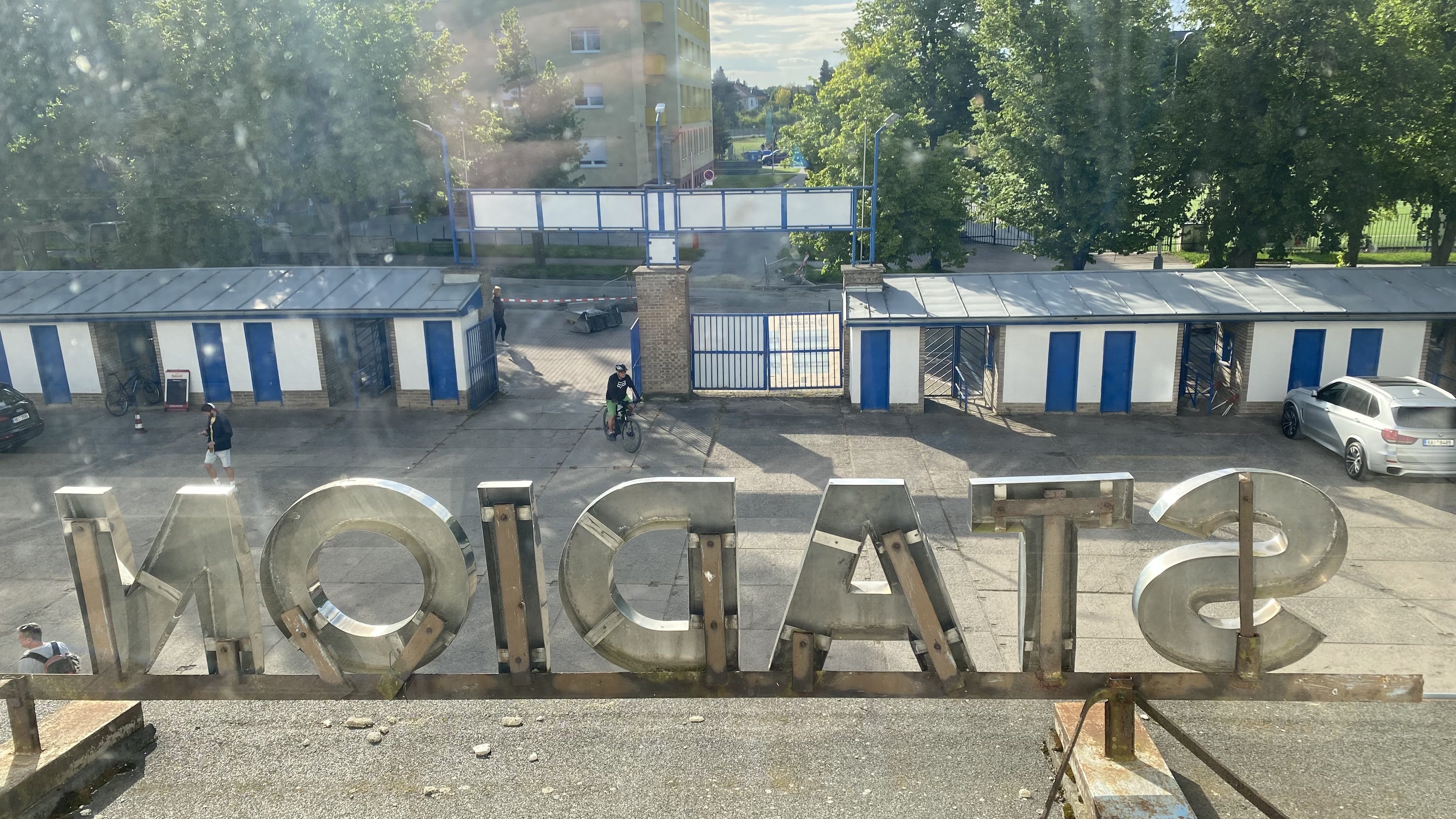
Nápis nad hlavním vchodem na hlavní tribunu (květen 2025)
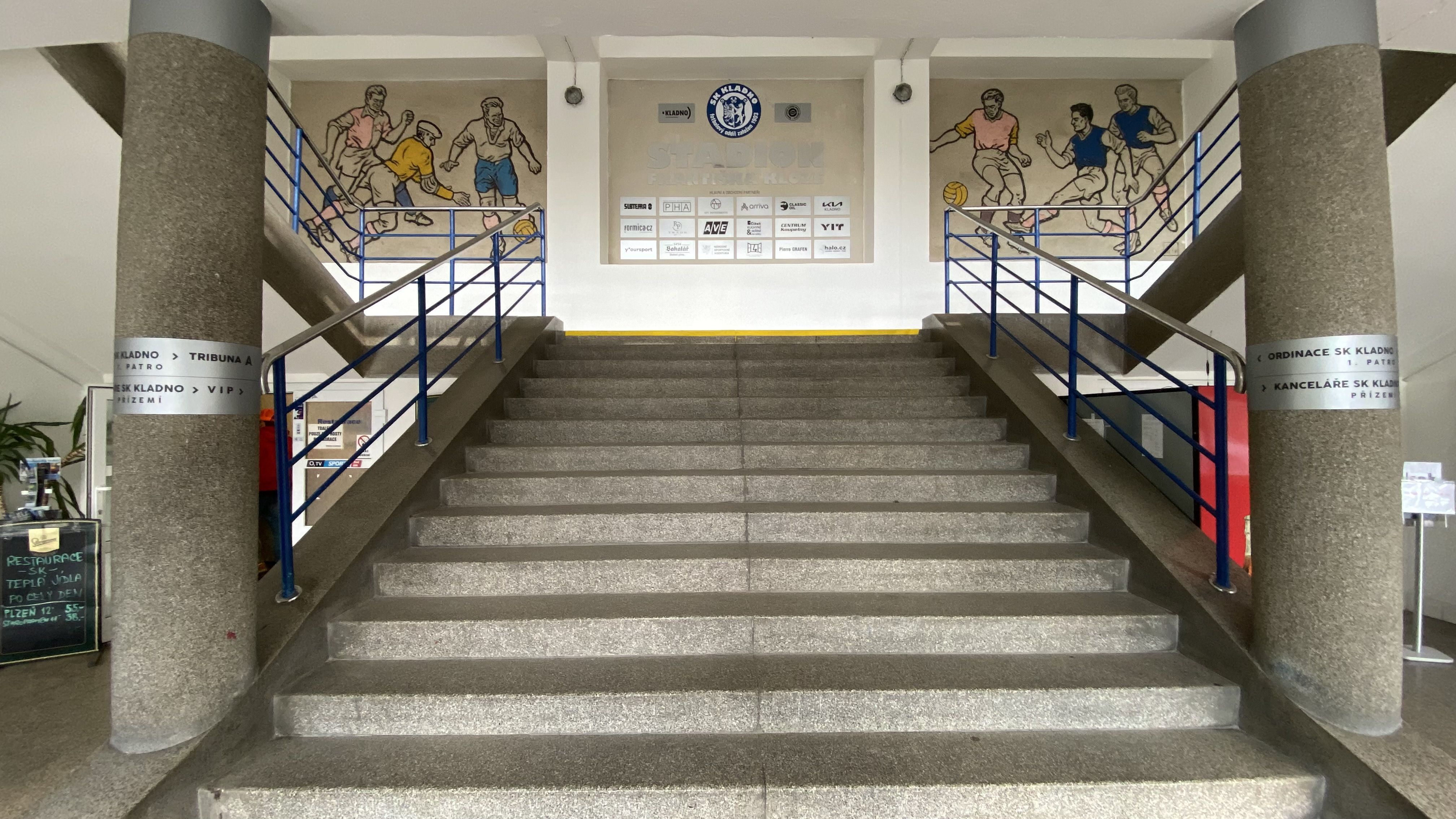
Schodiště uvnitř hlavní tribuny (květen 2025)
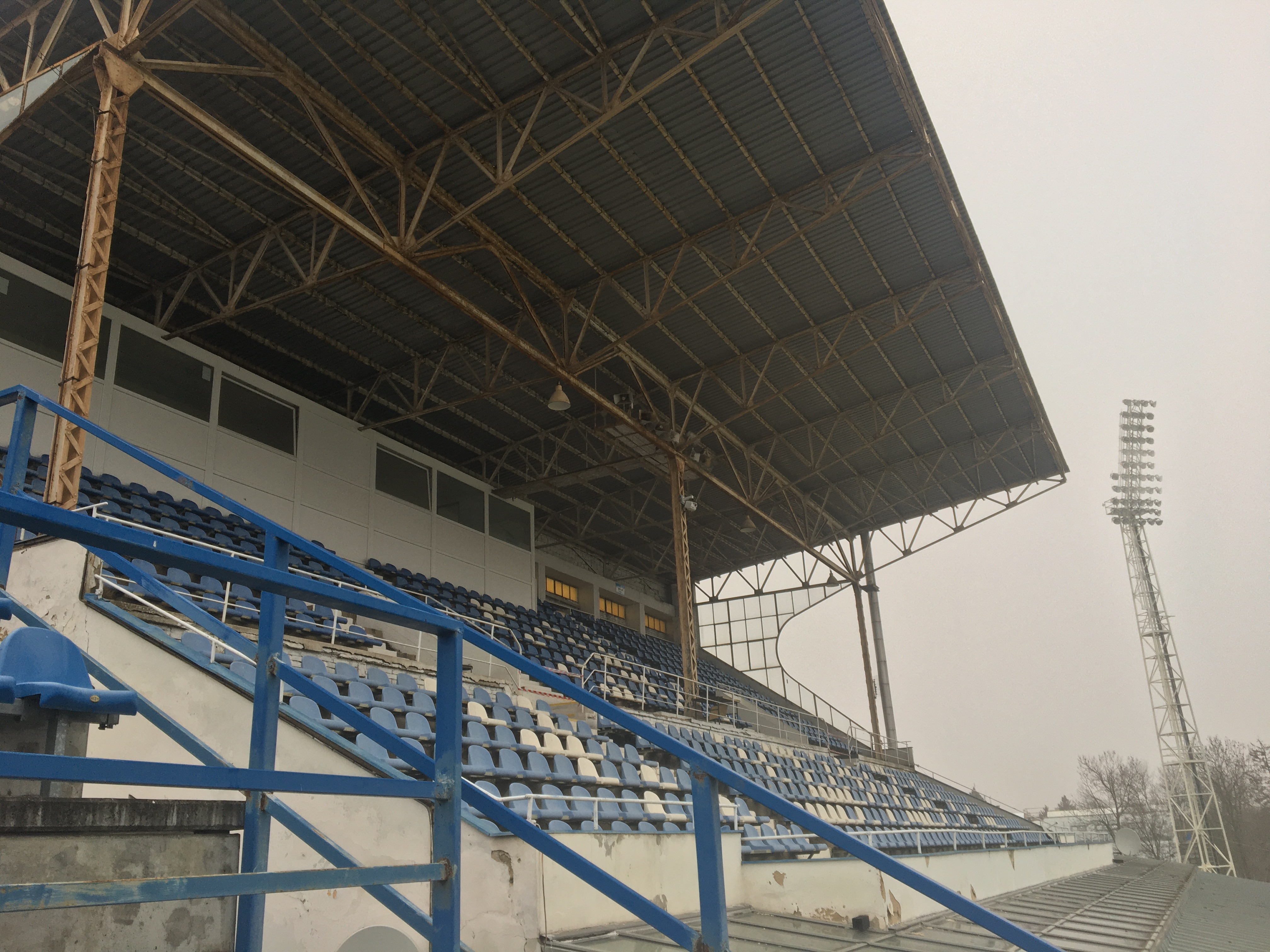
Pohled na hlavní tribunu z tribuny B (leden 2020)
Panoramatický pohledu ze severního rohu stadionu (leden 2020)
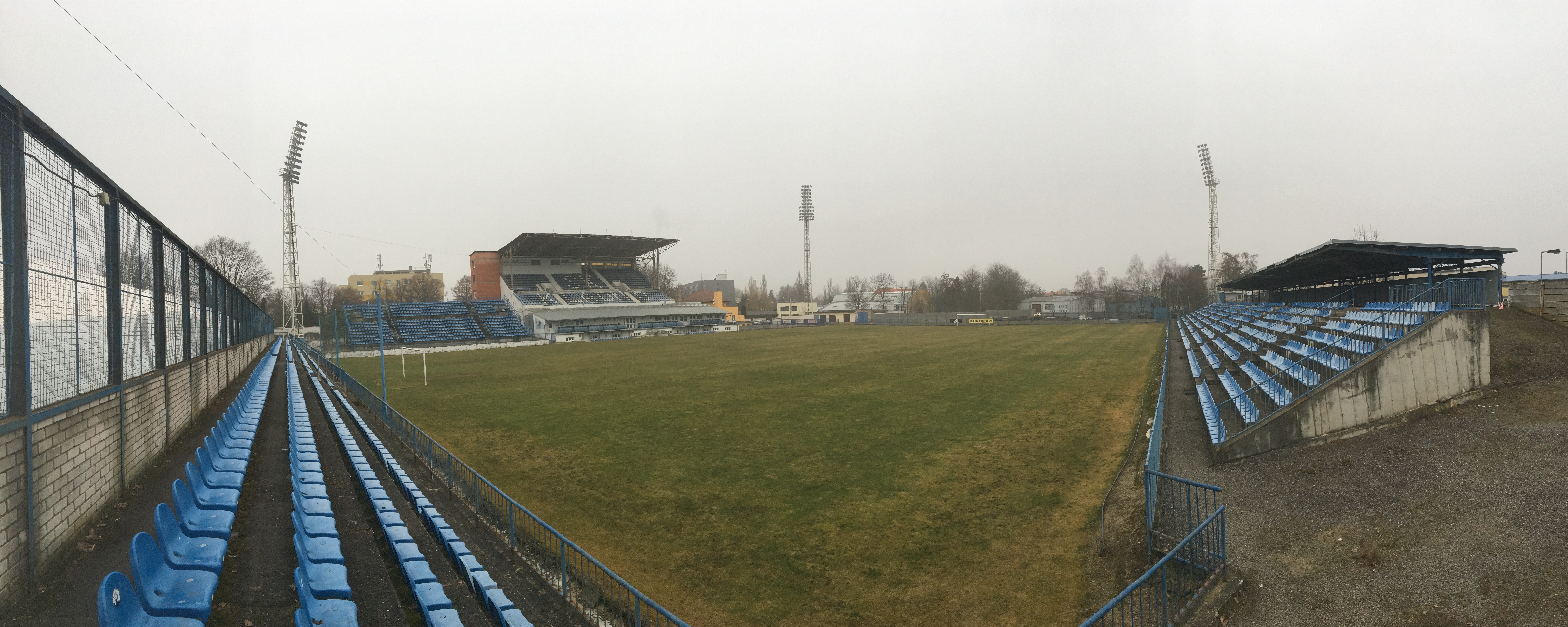
Panoramatický pohled z jižního rohu stadionu (leden 2020)
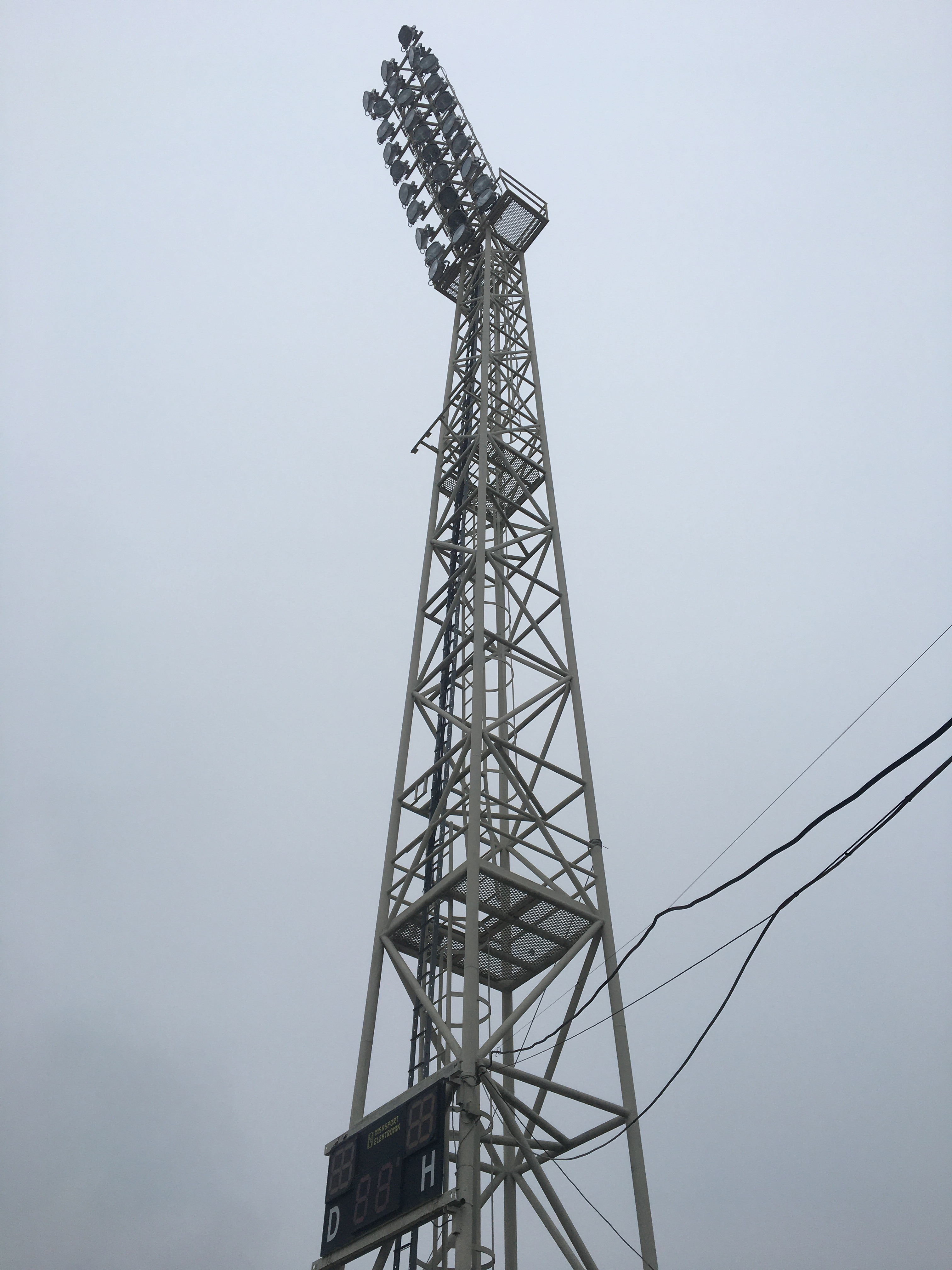
Jižní stožár osvětlení (leden 2020)
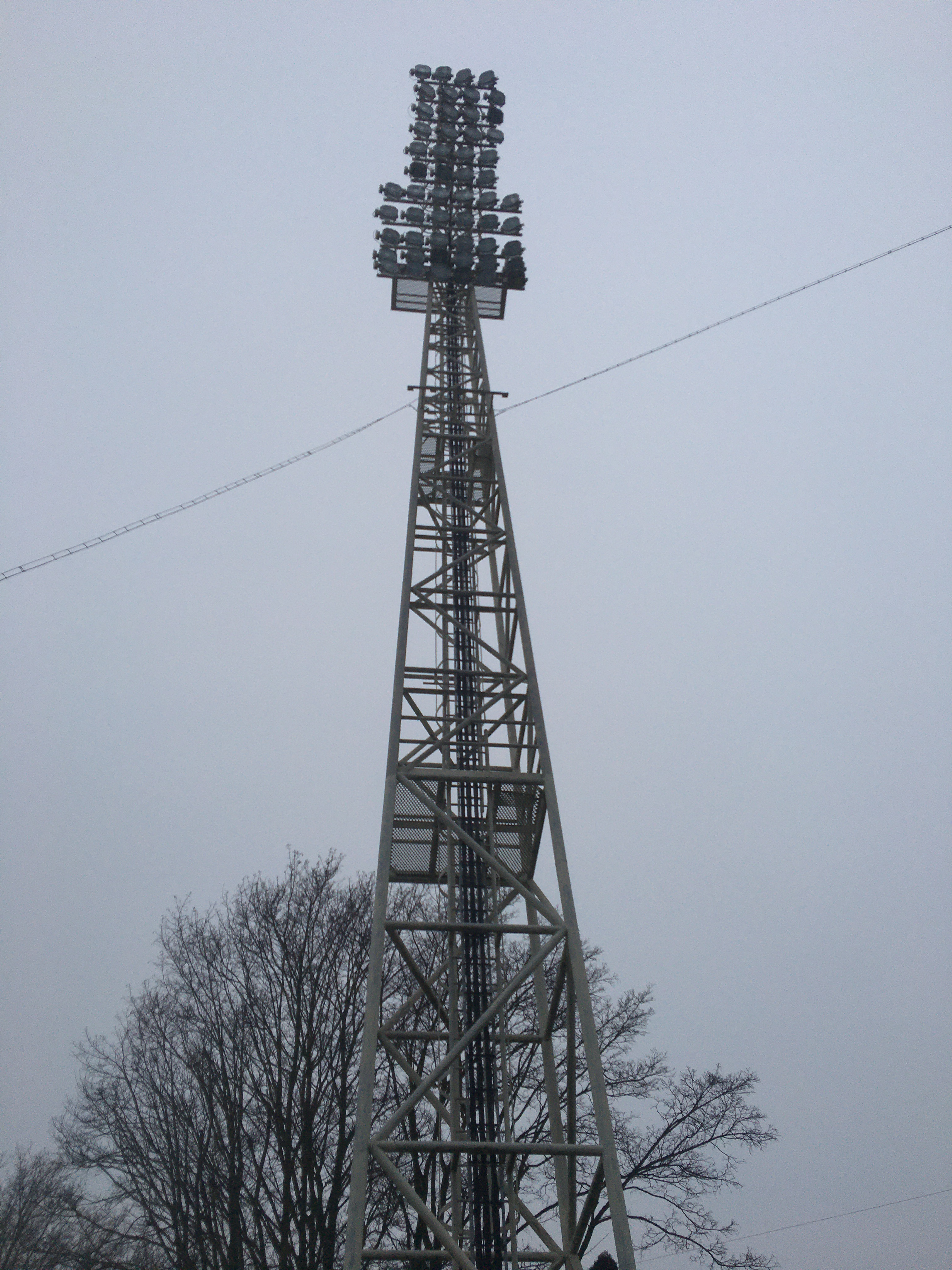
Západní stožár osvětlení (leden 2020)
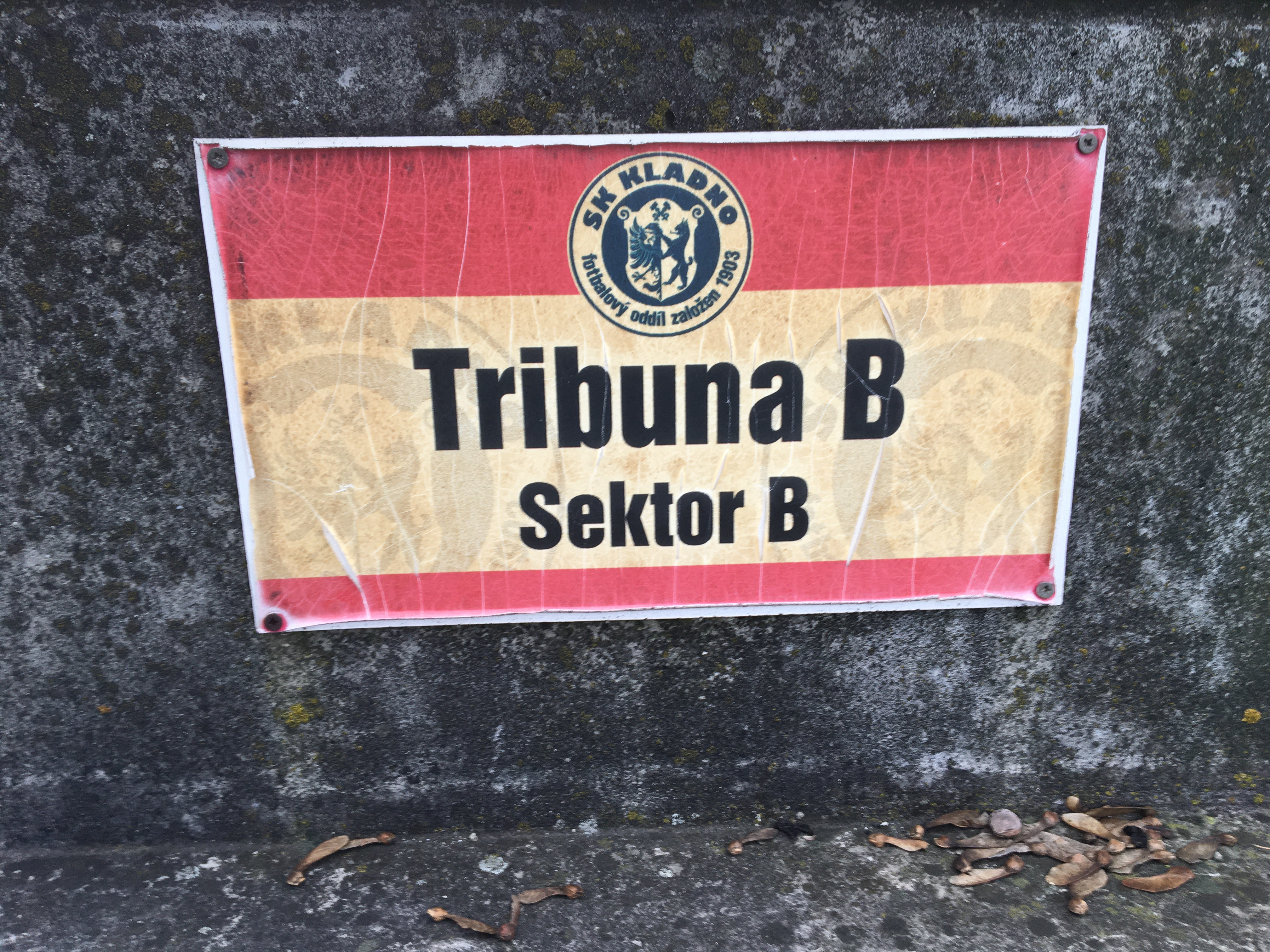
Označení tribuny a sektoru B (leden 2020)
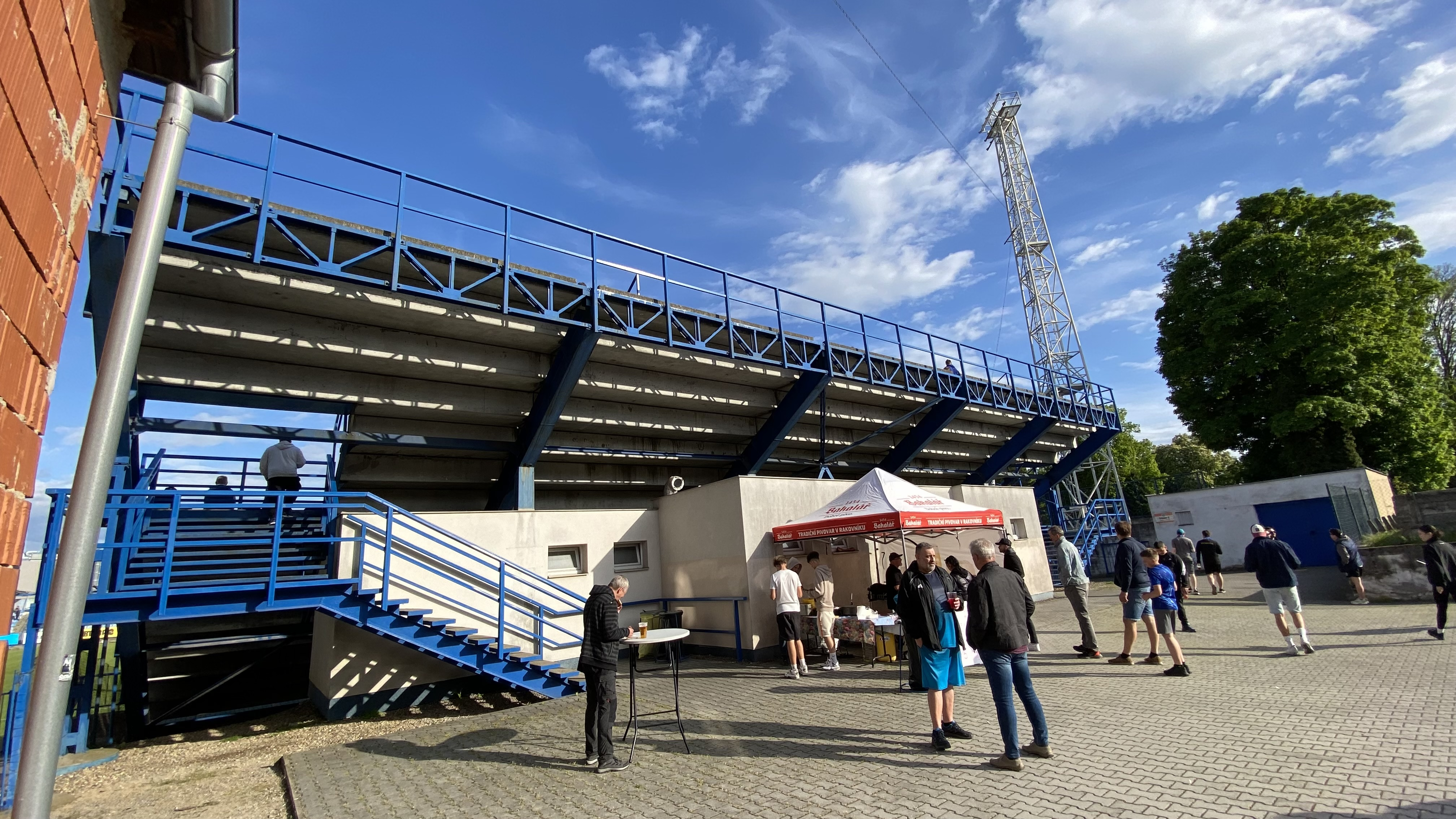
Tribuna B zezadu (květen 2025)